# Ptychochromis
Ptychochromis is een geslacht van straalvinnige vissen uit de familie van cichliden (Cichlidae).

## Soorten
De volgende soorten zijn bij het geslacht ingedeeld:
- Ptychochromis curvidens Stiassny & Sparks, 2006
- Ptychochromis ernestmagnusi Sparks & Stiassny, 2010
- Ptychochromis grandidieri Sauvage, 1882
- Ptychochromis inornatus Sparks, 2002
- Ptychochromis insolitus Stiassny & Sparks, 2006
- Ptychochromis loisellei Stiassny & Sparks, 2006
- Ptychochromis makira Stiassny & Sparks, 2006
- Ptychochromis oligacanthus (Bleeker, 1868)
- Ptychochromis onilahy Stiassny & Sparks, 2006